# Baskoentsjakspoorlijn

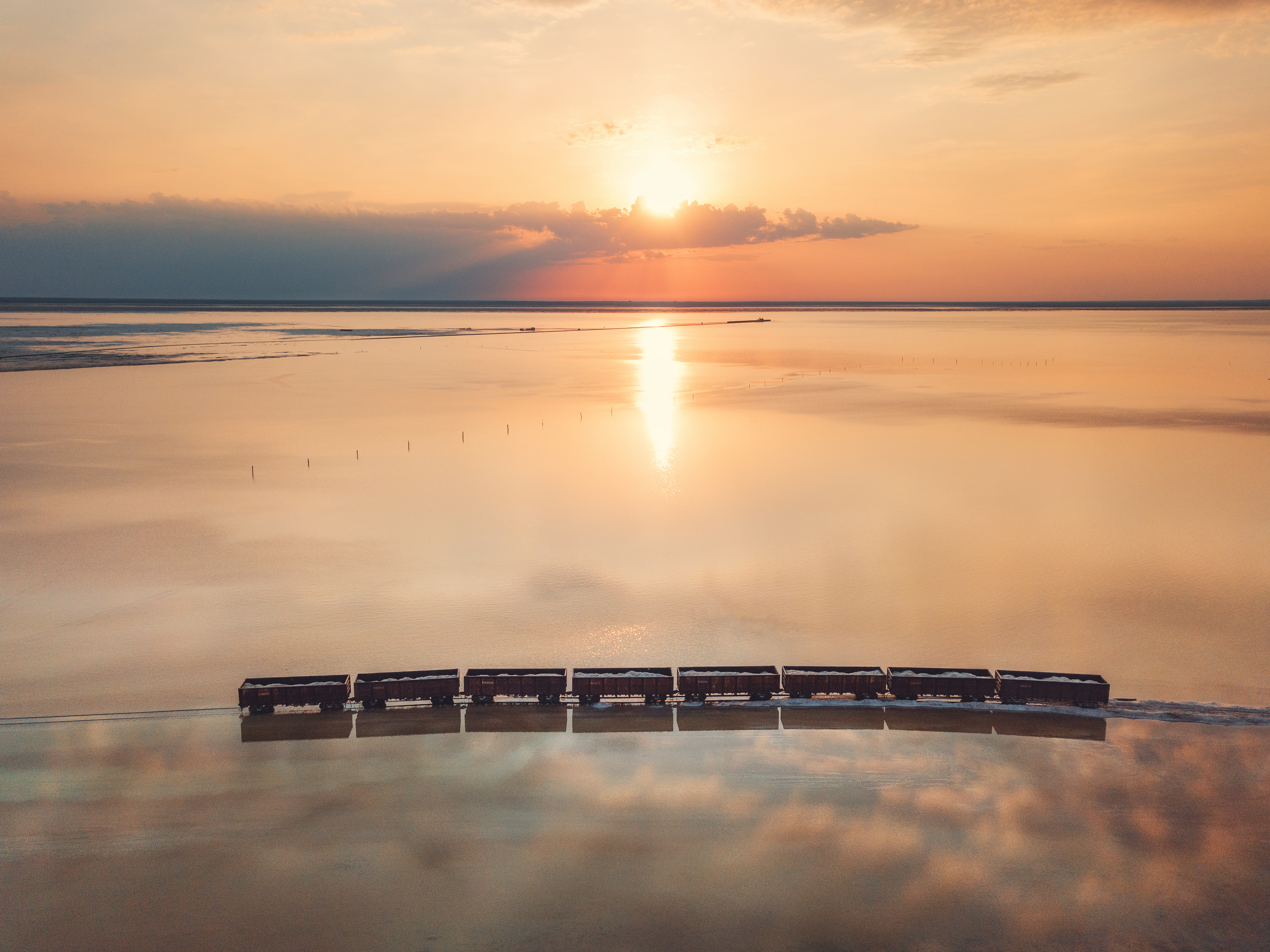
Baskoentsjak-spoorlijn

De Baskoentsjakspoorlijn (Russisch: Баскунчакская железная дорога; Baskoentsjakskaja zjeleznaja doroga) was tussen 1884 en 1918 de benaming van een Russische spoorlijn van het Baskoentsjakmeer naar de Vladimirpier aan de rivier de Wolga in het gouvernement Astrachan. Vanaf 1918 werd de spoorlijn onderdeel van de Rjazan-Oeralspoorlijn, die in 1953 opging in de Wolgaspoorlijn.
De spoorlijn werd aangelegd voor het vervoer van zout vanaf het zoutmeer Baskoentsjak naar de Wolga. De lijn was alleen geopend tijdens het vaarseizoen over de Wolga. Bij hoogtij reed de trein tot de Mamajpier aan de zijrivier de Achtoebe. Bij laagtij reed de trein naar de Vladimirpier aan de rivier de Vladimirovka. De lengte van de spoorlijn bedroeg 76,3 kilometer, waarvan 16,7 kilometer als dubbelspoor was uitgevoerd. In de spoorlijn bevonden zich 17 bruggen, 9 duikers, 2 stenen locomotiefloodsen: 'Baskoentsjak' met een oppervlakte van 368,8 m² en 'Achtoeba' met een oppervlakte van 750,5 m². Van 1887 tot 1888 stond de spoorlijn onder leiding van ingenieur K. Jakovlev. De hele spoorlijn werd bediend door slechts 11 mensen.
Aan de lijn lagen de stations Baskoentsjak, Kotsjevaja, Solontsjak (opgeheven), Pristan Mamaj (opgeheven), Vladimirovka en Achtoeba.
De lijn telde 10 locomotieven (7 uit de serie T met tender en 3 uit de serie TP zonder tender), 482 wagons (2 tankwagons, 30 overdekte wagons, 50 platformwagons en 400 zoutwagons). Ook waren er 9 drieassige passagierswagons, die waren gebouwd bij een fabriek in Parijs en aangepast waren voor het spoornetwerk in de fabrieken van de Syzran-Vjazmaspoorlijn. De 30 overdekte en 50 platformwagons waren tweeassig en waren in een Duitse fabriek gebouwd. De zoutwagons waren eveneens tweeassig en kwamen uit de Krasnoje Sormovofabriek (uit het district Sormovski van de stad Nizjni Novgorod). De tenders ten slotte, waren ook tweeassig en kwamen uit de fabrieken van het Russisch-Baltisch Genootschap.
De locomotieven die op de spoorlijn reden werden gestookt met brandhout, behalve op het traject Vladimirovka – Achtoeba, waar ze op stookolie reden. De locomotieven betrokken hun water bij de meeste stations met behulp van stoommachines en pulsometers; alleen op station Vladimirovka moest dit met een handpomp worden gedaan.